# Dragă Brigitte
Dragă Brigitte (în engleză Dear Brigitte) este un film american de familie – comedie DeLuxe Color în CinemaScope din 1965, regizat de Henry Koster și cu James Stewart în rolul principal.

## Rezumat
Robert Leaf (James Stewart) este un profesor american, care a câștigat un premiu Pulitzer pentru poezie, precum și alte premii pentru arte. Atât Robert, cât și soția sa, Vina (Glynis Johns), sunt dedicați artei și îi îndeamnă pe copiii lor, Pandora și Erasmus, să-și dezvolte abilitățile artistice. Familia Leaf locuiește pe o ambarcațiune ancorată în San Francisco. Căpitanul (Ed Wynn), care a vândut barca soților Leaf, locuiește cu ei; el este cel care narează evenimentele.

## Distribuție
- James Stewart — profesorul Leaf
- Fabian — Kenneth
- Glynis Johns — Vina
- Cindy Carol⁠(d) — Pandora
- Billy Mumy — Erasmus
- John Williams — Upjohn
- Jack Kruschen⁠(d) — dr. Volker
- Charles Robinson — George
- Howard Freeman⁠(d) — Dean Sawyer
- Jane Wald — Terry
- Alice Pearce⁠(d) — funcționara șomeră
- Jesse White⁠(d) — Argyle
- Gene O'Donnell — lt. Rink
- Orville Sherman — Von Schlogg
- Maida Severn — învățătoarea
- Pitt Herbert — directorul băncii
- Adair Jameson — vânzătoarea
- Marcel de la Brosse — taximetristul
- și Ed Wynn — căpitanul navei (de asemenea, naratorul, cel care sparge frecvent al patrulea perete)

| William Fawcett⁠(d)    | Bărbatul în vârstă care îl abordează pe prof. Leaf în campusul universitar    |
| Joseph Hoover⁠(d)      | Reporter care îl prezintă pe Erasmus ca un copil minune al matematicii        |
| Percy Helton⁠(d)       | Bărbatul din laboratorul de calculatoare                                      |
| Dick Lane (doar voce) | Cranicul de curse auzit la radio de familia Leaf și de Kenneth                |
| Susanne Cramer⁠(d)     | Însoțitoarea blondă a lui Upjohn la magazinul de rochii de bal                |
| James Brolin⁠(d)       | Studentul aflat în fruntea demonstrației organizate în sprijinul prof. Leaf   |
| William Henry         | Casierul de la cursele de cai care primește pariuri de la Argyle              |
| Ted Mapes⁠(d)          | Domnul Rudy, poștașul care predă scrisoarea lui Brigitte Bardot către Erasmus |
| Brigitte Bardot       | ea însăși                                                                     |
| Harry Fleer⁠(d)        | Bărbat de pe pista de curse                                                   |

## Producție
Romanul a fost publicat în 1963. Au existat unele zvonuri că Walt Disney Pictures va opta să cumpere drepturile de ecranizare și că va oferi rolul principal lui Bing Crosby. Cu toate acestea, drepturile au fost cumpărate de compania 20th Century Fox, care a încredințat proiectul lui Nunnally Johnson, Henry Koster și James Stewart, echipa care a realizat filmele Mr Hobbs Takes a Vacation și Take Her, She's Mine.
A fost unul dintre primele filme realizate la studiourile recent redeschise ale companiei 20th Century Fox.
Existau unele îndoieli că Bardot va apărea în film, dar ea a acceptat în cele din urmă și scenele cu ea au fost filmate pe parcursul a trei zile la Paris.